# The Dark Horse Years 1976-1992
The Dark Horse Years 1976-1992 es una caja recopilatoria del músico británico George Harrison, publicada por Dark Horse Records en febrero de 2004. La caja incluye los cinco álbumes de estudio que Harrison grabó tras fundar su propia compañía discográfica, Dark Horse Records, desde Thirty Three & 1/3 hasta Cloud Nine, además del álbum en directo Live in Japan remasterizado con sonido SACD. 

## Trasfondo
El material que Harrison grabó en Dark Horse Records había sido reeditado inicialmente en CD en 1991, pero pocos años después dejó de manufacturarse. En 2000, Harrison mostró interés por reeditar su catálogo musical por completo, pero solo llegó a remasterizar y reeditar All Things Must Pass antes de caer enfermo y fallecer a causa de un cáncer en noviembre de 2001.
Tras su fallecimiento, su viuda Olivia y su hijo Dhani pospusieron los planes de Harrison para finalizar Brainwashed, su último trabajo de estudio, y para organizar Concert for George, un concierto homenaje a su carrera. Tras ambos proyectos, la familia de Harrison programó la remasterización de su catálogo musical en Dark Horse Records, seguido dos años después por la reedición de Living in the Material World, la publicación de The Traveling Wilburys Collection en 2007 y el estreno de George Harrison: Living in the Material World, un documental de Martin Scorsese, en 2011.

## Contenido
A pesar del título, la caja recopilatoria no incluyó todo el material que Harrison grabó con Dark Horse Records. El álbum Cloud Nine no incluyó como tema extra «Lay His Head», una canción publicada como cara B del sencillo «Got My Mind Set on You». Además, «Cockamamie Business» y «Poor Little Girl», dos temas publicados originalmente en el recopilatorio Best of Dark Horse 1976-1989, tampoco fueron incluidos. La caja también omite «Cheer Down», una canción que Harrison grabó para la banda sonora de Lethal Weapon 2, aunque una versión en directo aparece en Live in Japan. Además, tampoco se incluye la mayoría de las canciones que Harrison grabó para la versión original de Somewhere in England, rechazada por Warner Bros. Records, aunque el álbum sí incluye el diseño de portada original. El DVD tampoco incluye los videos de «Blow Away» y «All Those Years Ago».
Con motivo de su publicación, BBC Radio 2 nombró la caja recopilatoria como «álbum de la semana» y promocionó el lanzamiento con la canción «This Is Love», del álbum Cloud Nine.

## Listado de canciones
Todas las canciones compuestas por George Harrison excepto donde se anota.
| Disco uno: Thirty Three & 1/ॐ |                              |              |          |  |
| N.º                           | Título                       | Escritor(es) | Duración |  |
| 1.                            | «Woman Don't You Cry For Me» |              | 3:18     |  |
| 2.                            | «Dear One»                   |              | 5:08     |  |
| 3.                            | «Beautiful Girl»             |              | 3:39     |  |
| 4.                            | «This Song»                  |              | 4:13     |  |
| 5.                            | «See Yourself»               |              | 2:51     |  |
| 6.                            | «It's What You Value»        |              | 5:07     |  |
| 7.                            | «True Love»                  | Cole Porter  | 2:45     |  |
| 8.                            | «Pure Smokey»                |              | 3:56     |  |
| 9.                            | «Crackerbox Palace»          |              | 3:57     |  |
| 10.                           | «Learning How To Love You»   |              | 4:13     |  |
| 11.                           | «Tears Of The World» (Demo)  |              | 4:02     |  |

| Disco 2: George Harrison |                              |                              |          |  |
| N.º                      | Título                       | Escritor(es)                 | Duración |  |
| 1.                       | «Love Comes to Everyone»     |                              | 4:36     |  |
| 2.                       | «Not Guilty»                 |                              | 3:35     |  |
| 3.                       | «Here Comes the Moon»        |                              | 4:48     |  |
| 4.                       | «Soft-Hearted Hana»          |                              | 4:03     |  |
| 5.                       | «Blow Away»                  |                              | 5:00     |  |
| 6.                       | «Faster»                     |                              | 4:$6     |  |
| 7.                       | «Dark Sweet Lady»            |                              | 3:22     |  |
| 8.                       | «Your Love is Forever»       |                              | 3:45     |  |
| 9.                       | «Soft Touch»                 |                              | 3:59     |  |
| 10.                      | «If You Believe»             | George Harrison, Gary Wright | 2:55     |  |
| 11.                      | «Here Comes The Moon» (Demo) |                              | 3:37     |  |

| Disco 3: Somewhere in England |                          |                  |          |  |
| N.º                           | Título                   | Escritor(es)     | Duración |  |
| 1.                            | «Blood From a Clone»     |                  | 4:03     |  |
| 2.                            | «Unconsciousness Rules»  |                  | 3:05     |  |
| 3.                            | «Life Itself»            |                  | 4:25     |  |
| 4.                            | «All Those Years Ago»    |                  | 3:45     |  |
| 5.                            | «Baltimore Oriole»       | Hoagy Carmichael | 3:57     |  |
| 6.                            | «Teardrops»              |                  | 4:07     |  |
| 7.                            | «That Which I Have Lost» |                  | 3:37     |  |
| 8.                            | «Writings on The Wall»   |                  | 3:59     |  |
| 9.                            | «Hong Kong Blues»        | Hoagy Carmichael | 2:55     |  |
| 10.                           | «Save the World»         |                  | 4:54     |  |
| 11.                           | «Save the World» (Demo)  |                  | 4:31     |  |

| Disco 4: Gone Troppo |                          |                  |          |  |
| N.º                  | Título                   | Escritor(es)     | Duración |  |
| 1.                   | «Wake Up My Love»        |                  | 3:34     |  |
| 2.                   | «That's the Way It Goes» |                  | 3:34     |  |
| 3.                   | «I Really Love You»      | Leroy Swearingen | 2:54     |  |
| 4.                   | «Greece»                 |                  | 3:58     |  |
| 5.                   | «Gone Troppo»            |                  | 4:25     |  |
| 6.                   | «Mystical One»           |                  | 3:42     |  |
| 7.                   | «Unknown Delight»        |                  | 4:16     |  |
| 8.                   | «Baby Don't Run Away»    |                  | 4:01     |  |
| 9.                   | «Deam Away»              |                  | 4:29     |  |
| 10.                  | «Circles»                |                  | 3:46     |  |
| 11.                  | «Mystical One» (Demo)    |                  | 6:02     |  |

| Disco 5: Cloud Nine |                                  |                                          |          |  |
| N.º                 | Título                           | Escritor(es)                             | Duración |  |
| 1.                  | «Cloud 9»                        |                                          | 3:15     |  |
| 2.                  | «That's What It Takes»           | George Harrison, Jeff Lynne, Gary Wright | 3:59     |  |
| 3.                  | «Fish on the Sand»               |                                          | 3:22     |  |
| 4.                  | «Just for Today»                 |                                          | 4:06     |  |
| 5.                  | «This Is Love»                   | George Harrison, Jeff Lynne              | 3:48     |  |
| 6.                  | «When We Was Fab»                | George Harrison, Jeff Lynne              | 3:57     |  |
| 7.                  | «Devil's Radio»                  |                                          | 3:52     |  |
| 8.                  | «Someplace Else»                 |                                          | 3:51     |  |
| 9.                  | «Wreck of the Hesperus»          |                                          | 3:31     |  |
| 10.                 | «Breath Away from Heaven»        |                                          | 3:36     |  |
| 11.                 | «Got My Mind Set on You»         | Rudy Clark                               | 3:52     |  |
| 12.                 | «Shanghái Surprise» (Tema extra) |                                          | 5:09     |  |
| 13.                 | «Zig Zag» (Tema extra)           |                                          | 2:45     |  |

| Disco seis: Live in Japan (SACD) |                                         |              |          |  |
| N.º                              | Título                                  | Escritor(es) | Duración |  |
| 1.                               | «I Want to Tell You»                    |              | 4:33     |  |
| 2.                               | «Old Brown Shoe»                        |              | 3:51     |  |
| 3.                               | «Taxman»                                |              | 4:16     |  |
| 4.                               | «Give Me Love (Give Me Peace on Earth)» |              | 3:37     |  |
| 5.                               | «If I Needed Someone»                   |              | 3:50     |  |
| 6.                               | «Something»                             |              | 5:21     |  |
| 7.                               | «What is Life»                          |              | 4:47     |  |
| 8.                               | «Dark Horse»                            |              | 4:20     |  |
| 9.                               | «Piggies»                               |              | 2:56     |  |
| 10.                              | «Got My Mind Set on You»                | Rudy Clark   | 4:56     |  |

| Disco siete: Live in Japan (SACD) |                                |                            |          |  |
| N.º                               | Título                         | Escritor(es)               | Duración |  |
| 1.                                | «Cloud 9»                      |                            | 4:23     |  |
| 2.                                | «Here Comes the Sun»           |                            | 3:31     |  |
| 3.                                | «My Sweet Lord»                |                            | 5:42     |  |
| 4.                                | «All Those Years Ago»          |                            | 4:26     |  |
| 5.                                | «Cheer Down»                   | George Harrison, Tom Petty | 3:53     |  |
| 6.                                | «Devil's Radio»                |                            | 4:25     |  |
| 7.                                | «Isn't It a Pity»              |                            | 6:33     |  |
| 8.                                | «While My Guitar Gently Weeps» |                            | 7:09     |  |
| 9.                                | «Roll Over Beethoven»          | Chuck Berry                | 4:45     |  |

| DVD: The Dark Horse Years 1976-1992 |                                                               |          |  |
| N.º                                 | Título                                                        | Duración |  |
| 1.                                  | «This Song» (Videoclip)                                       |          |  |
| 2.                                  | «Crackerbox Palace» (Videoclip)                               |          |  |
| 3.                                  | «Faster» (Videoclip)                                          |          |  |
| 4.                                  | «Got My Mind Set On You» (Videoclip #1)                       |          |  |
| 5.                                  | «Got My Mind Set on You» (Videoclip #2)                       |          |  |
| 6.                                  | «When We Was Fab» (Videoclip)                                 |          |  |
| 7.                                  | «This Is Love» (Videoclip)                                    |          |  |
| 8.                                  | «Cheer Down» (En directo, Live in Japan)                      |          |  |
| 9.                                  | «Devil's Radio» (En directo, Live in Japan)                   |          |  |
| 10.                                 | «Cloud 9» (En directo, Live in Japan)                         |          |  |
| 11.                                 | «Taxman» (En directo, Live in Japan)                          |          |  |
| 12.                                 | «Shangai Surprise» (De la película Shanghai Surprise)         |          |  |
| 13.                                 | «Someplace Else» (De la película Shanghai Surprise)           |          |  |
| 14.                                 | «The Hottest Gong in Town» (De la película Shanghai Surprise) |          |  |